# 개성공업지구관리위원회
개성공업지구관리위원회(開城工業地區官理委員會, Kaesong Industrial District Management Committee, KIDMAC)는 개성공업지구의 행정·지원기관으로서 개성공업지구와 입주기업의 생산성 향상을 위해 설립된 조선민주주의인민공화국 내 법인으로 대한민국 측 인사가 맡는 3년 임기의 개성공업지구관리위원장은 개성공업지구지원재단 이사장을 겸임한다. 북한 중앙특구개발지도총국과 공단 제도의 정비 및 투자환경 개선을 협의하는 역할도 담당하고 있다. 개성특별시(구 황해도 개풍군 봉동면) 개성공업지구 내에 위치하고 있다.

## 주요 업무
- 개성공업지구 내 투자 여건 조성 및 투자 유치
- 개성공업지구 내 기업 창설 승인 및 등록
- 개성공업지구 내 건설 인·허가 및 기반시설 관리
- 개성공업지구 내 토지이용권, 건물, 윤전기재의 등록
- 개성공업지구 내 출입증명서 통행증 발급
- 개성공업지구 내 사업준칙 작성 등

## 연혁
- 2004년 6월 29일 개성공단관리기관창설준비위원회 발족[5]
- 2004년 10월 20일 개성공업지구관리위원회 출범[6]
- 2005년 3월 15일 인터넷홈페이지 개설[7]

## 조직

### 부위원장 (개성공업지구지원재단 상근이사가 파견)
- 관리총괄부
- 기업지원부
- 공단관리부
- 공단개발부
- 출입사업부
- 법무지원부
- 기술교육부
- 협력부 (북)

## 같이 보기
- 개성공업지구지원재단
- 개성공단기업협회
- 현대아산

## 관련 법률
- 개성공업지구 지원에 관한 법률